# Richard Steere
Richard Steere   (Kansas City, 5 de març de 1909 - Lanham, 17 de març de 2001) va ser un tirador d'esgrima estatunidenc que va competir durant la dècada de 1930.
El 1932 va prendre part en els Jocs Olímpics de Los Angeles, on va guanyar la medalla de bronze en la prova del floret per equips del programa d'esgrima.
Estudià a la United States Naval Academy. Serví a la United States Navy i treballà com a meteoròleg sota George S. Patton.